# サイズウェル原子力発電所

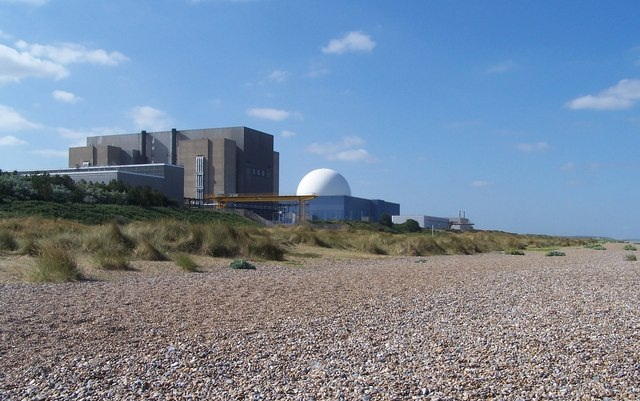
サイズウェル原子力発電所

サイズウェル原子力発電所(英語: Sizewell nuclear power stations)はイギリス、サフォークのサイズウェル近郊に位置する原子力発電所。
同原発は工期でAとBに分けられており、A原発はマグノックス炉2基で現在廃炉作業中であり、B原発は加圧水型原子炉1基で英国で最も新しい原子力発電所となっている。現在C原発が計画されている。

## サイズウェルA原子力発電所

### 場所
サイズウェルAはサイズウェルの北の洪水位より上の低台地上の99ヘクタールの敷地に存在する。堅固な始新世のロンドン粘土層の上に更新世の岩盤があり、その上のノリッジクラッグ層とレッドクラッグ層の表土の上に建設されている。このクラッグは中密度から高密度の砂と薄い粘土と沈泥の層から構成されており、地下60m程度の深さまで伸びている。
発電所への交通手段は道路での交通であり、一番近い鉄道は1マイル内陸のサイズウェル停車場である。この駅からカンブリア州のセラフィールドに照射済み燃料を輸送するための待避線が引かれている。

### 建設
中央発電局のミッドランドプロジェクトグループが計画の策定と運用を行った。主契約は1960年11月に行われ、建設作業は1961年4月1日に始まった。イングリッシュ・エレクトリック、バブコック・インターナショナル、テイラー・ウッドロウによるコンソーシアムである英国原子力設計建設(British Nuclear Design and Construction)が建設を請け負った。原子炉とタービンはイングリッシュ・エレクトリックが供給している。当初の予算は5600万ポンドであったが、インフレのために6500万ポンドに増加している。
原子炉とボイラーは平方フィートあたり3.5トンの正味面圧で設計された厚さ2.4mの鉄筋コンクリートの基礎の上に立てられており、生体遮蔽は高さ30.5mで厚さが3-4.3mの間であり、それぞれの炉の上部遮蔽は複合金属と鉄筋コンクリート製で3.7mの厚さであった。2基の原子炉は建物コストの削減のために1個のビルに格納されていた。
タービン建屋は7.9mの深さの鉄筋コンクリートの基礎の上に立てられており、鉄骨をアルミニウムで覆ったビルで、面積は115.8m×48.8mで高さは27.4mであった。基礎は平方フィートあたり3トンの最大面圧で設計された独立した布基礎であった。
ポンプ建屋は410m沖から直径3mのトンネル2本を通して海水を取り入れ、時間当たり2700万ガロンの冷却水を供給した。この水は同様のトンネルを通して107m沖の海に戻された。

### 運用・廃炉
発電所は原子炉2基で熱出力が合計1000MWのマグノックス炉で、それぞれの炉が4機ずつ、計8機のボイラーに熱を供給していた。ボイラーで発生した蒸気は325MWの発電能力を持つターボ発電機2機に供給されており、当初の設計総発電出力は650MWであった。しかし、1969年からは内部の炉心部品の酸化速度を遅らせるためにこれらの発電機の発電能力は250MW、合計発電容量が500MWに抑えられている。全力の場合80MWは動作用の電力として利用されたため、正味の出力は420MWであった。
40年の運用寿命の間、110TWhの電力を生産し、これはイングランドとウェールズの6か月分の電力需要に相当する。1号機は1966年3月21日から、2号機は9月15日から運転を開始し、1967年4月7日に公式に開所した。
発電所は2006年12月31日に運転を終了した。原子力廃止措置機関(NDA)が契約によりサイズウェルAの廃止措置に責任を負っており、予算は120億ポンドである。
2007年1月7日、廃止を行っている請負業者が彼らが服を洗濯する洗濯階の床への水漏れに気づいた。この水は使用済み核燃料の貯蔵池からの冷却水であり、アラームを反応させることなく30cmも水位が低下していたことが判明した。配管の4.6mの割れ目から15万リットル以上の汚染水が漏れ出したと考えられ、一部は北海へと流出したとされる。原子力施設検査局によるこの事故の報告によれば、請負業者の偶然の介入がなかった場合、貯蔵池は次に予定される検査の前に排水されてしまったとされ、この際もし暴露した照射済み燃料が発火したり火災にあったりした場合、発電所外への放射線の放出の可能性があった。
なお、サイズウェルAはトーマス・ドルビーのミュージックビデオEuropa and The Pirate Twinsのロケ地になっている。

## サイズウェルB原子力発電所
サイズウェルBはイギリスで唯一商用運転を行っている加圧水型原子炉の原子力発電所である。1987年から1995年にかけて建設され、1995年2月14日に全国電力系統網に同期した。主な土木工事業者はJohn Laing plc。発電所は現在EDFエナジーが運用している。
EDFは現在予定される2035年の閉鎖日より前に、20年の使用期間延長を計画している。

### 設計
サイズウェルBの原子力設備全体はウルフ・クリークやキャラウェイで利用されたウェスチングハウス製の冷却回路が4ループのSNUPPSと呼ばれる原子炉を基礎としているが、安全系の冗長性と多様性を追加しており、受動式緊急ホウ素系の追加などの近代化が行われた。封じ込めの設計はSNUPPSに基づいておらず、ベクテルとの協力下でNNCによって設計された。
ウルフ・クリークとキャラウェイはアメリカの送電網の周波数である60Hzで発電するため、回転速度が1800RPM(60Hz)、発電量が1,200MWの蒸気タービン発電機セット1基を持っていた。このような巨大なターボ発電機セットはサイズウェルBが設計された当時のイギリスには存在しなかったため、製造業者には大型発電機を製造する注文が与えられた。新型の大型ターボ発電機セットを扱う上でのプロジェクトリスクを回避するため、ドラックス火力発電所やヘイシャムB原発のものに類似した、回転速度が3000RPM(50Hz)、発電量が660MWのターボ発電機セット2基を使用することになった。加圧水型炉の蒸気供給システムは改良型ガス炉や石炭火力発電所によって生成される乾燥過熱蒸気と比べ低温・低圧の飽和蒸気を生産するため、蒸気タービンの高・中圧ステージはこれに対応できるように設計された。サイズウェルBは一個のターボ発電機を使った半分の電力使用で運用できた。
主なコンポーネントでは原子炉システムがウェスチングハウス、格納容器がフラマトム、炉内構造物がウェスチングハウス、蒸気発生器がバブコック・エナジー、タービンがGECアルストム、土木工事がJohn Laing plc、燃料が英国核燃料会社によって供給された。
独特の白いドーム型の建屋が2重壁の格納容器を蓋っており原子炉と蒸気発生器を防護している。

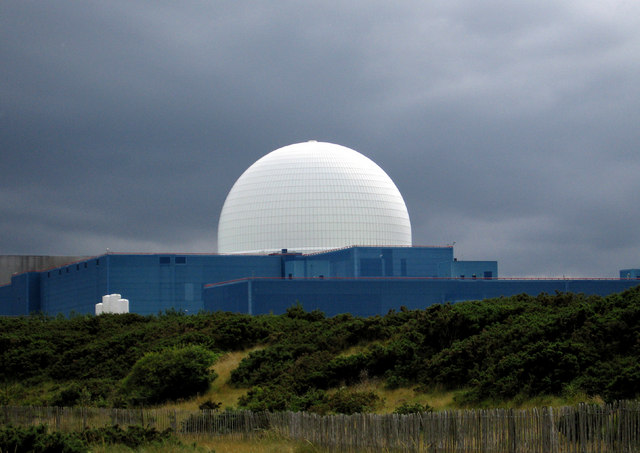
Sizewell Bの原子炉ドーム

### 経緯
1969年の最初の計画時には改良型ガス冷却炉として考案されていたが、1974年には蒸気発生重水炉に変更され、1980年に最終的に加圧水型炉として発表された。中央発電局(CEGB)と原子力規制局(NII)に提出された初期の設計ではアメリカ合衆国オレゴン州コロンビア郡のトロージャン原子力発電所の設計を基にしていた。トロージャン原発はウェシティングハウスの設計で1970年に建設が始まり、1975年に完成した新しい原発であった。その後もウェスチングハウスはトロージャン原発で利用された原子炉設計の改良を続けて標準化核単位発電所システム(SNUPPS)とし、SNUPPSはキャラウェイ原子力発電所の原子炉として初めて建設された。1981年10月にはCEGBによって設計のための基礎としてSNUPPSを採用することが承認された。
建設の開始前、サイズウェルBはNIIに詳細なセーフティーケースと長い公聴会を受けた。建設前の安全規定は1981年8月にNIIに提出された。公聴会は1982年から1985年にかけて行われ、当時の記録となる1600万単語以上の証言が行われた。公聴会の議長であるフランク・レイフィールド卿は、1987年に十分なセーフティーケースを受けたが、計画を承認しないだけの実質的な理由はなかった、と報告している。NIIは建設前のセーフティーケースを承認し、1987年8月に建設を認めるライセンスを発行した。
サイズウェルBは経済的に5%の公定歩合で可能であるとされ、それに基づいて財政的に承認された。計画はCEGBサイズウェルB計画運営チームが執り行い、チームは計画期間内・予算内で完了したと発表し、最終的なアウトターンコストは20億3000万ポンドであった。立ち上げ後の2000年の評価で、資本コストを8%の公定歩合として初期コストを含めない場合の発電コストはkWhあたり6ポンドほどと見積もられており、初期コストを含めた場合kWhあたり8ポンド程度であった。
1987年から1995年にかけて建設され、1995年2月14日に全国電力網に接続した。
もともとの計画で熱出力は3,444MWであり、総発電容量は1,250MWで、出力のうち62MWを発電所内で利用し、1188MWが送電可能である。2005年には海水温に依存して1%出力向上しており、熱出力が3,476MW、送電能力が1,195MWになり、1年間では8.7TWhを発電した。
他の多くの加圧水型炉と同じく、サイズウェルB原発も18ヶ月周期で運転を行っており、18ヶ月の間100％あるいはそれに近い出力で運転し、その後1ヶ月停止しメンテナンスや燃料の補給が行われる。発電所の寿命は2035年までの40年と見積もられているが、他所の類似の発電所は寿命を60年に延長されているものもある。
2008年5月27日、計画にない停止が発生し、電力の供給が行えなくなった。ブリティッシュ・エナジーのスポークスマンは原子炉部分ではなく、発電所の原子力に関連しない装置にかかわる障害であると公表した。
2010年3月17日から、加圧機の電気ヒーターの故障で格納容器内の湿度が高くなり、難しい修理を必要としたためサイズウェルB原発は長期間オフラインになった
。いまだオフラインである2010年7月2日の21時前に炭素吸着気が設置されている建物の2階で小規模な火災が発生した。この事故で多くの救急サービスが呼び出され、火災は翌日の3時30分に収束したが、炭素吸着気は水びたしになった。
2012年3月2日、サイズウェルBは電気系統の故障で計画にない停止を行った。一週間半後に定常の半分の出力で再稼動している。2012年6月、慎重に制御操作下に戻った。
2013年1月、使用済み核燃料用のドライキャスクの製造が始まった。既存の使用済み燃料プールでは使用済み燃料は水の中に貯蔵されており、2015年には満杯になると考えられている。ドライキャスクはサイズウェルB原発の寿命の間に十分な追加貯蔵容量を提供するとされる。

## サイズウェルC原子力発電所

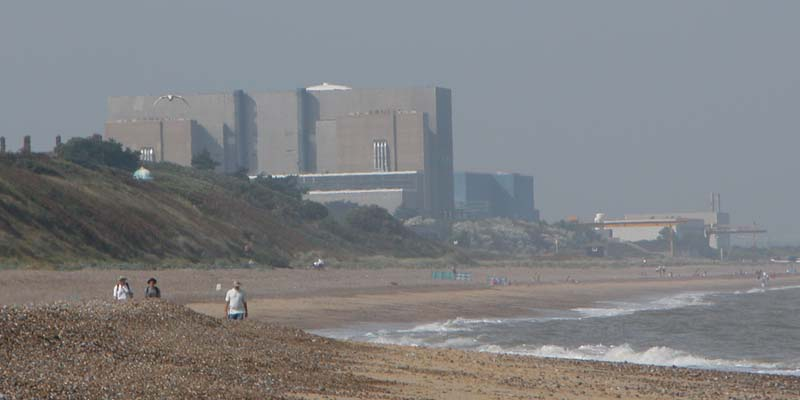
The nuclear power stations

2009年2月にブリティッシュ・エナジーがフランス電力(EDF)に買収された後、同社はサイズウェルに将来的に2基の原子炉を建設することに積極的になっており、EDFは本格的に新炉を建設する計画を開始したと公表している。サイズウェルはすでに新原発の建設のための場所の接続許可を得ている。政府はサイズウェルCとして計画される1600MW級の炉の計画について明らかにし、同様に計画されているヒンクリーポイントと合わせて2020年代初期で英国の電力の13%を発電するとされる。EDFはアレヴァ社の新原子炉で、英国で初の建設となる欧州加圧水型炉(EPR)を利用する計画である。
2010年10月18日、英国政府はサイズウェルを8箇所の原子力発電所適地のひとつとして考えていると発表した。